# Dean Spade
Dean Spade, né en 1977, est un professeur de droit, avocat et militant trans américain, engagé notamment en faveur des droits des personnes transgenres. Il est le fondateur en 2002 du Sylvia Rivera Law Project, un collectif qui fournit des services juridiques gratuits aux personnes transgenres, intersexuées, non conformes au genre à faible revenu et / ou aux personnes racisées. Spade participe également à la campagne en 2009 qui vise à empêcher la construction d'une nouvelle prison à Seattle.

## Biographie

### Milieu familial
Spade grandit dans la Virginie rurale, fils d'une mère célibataire qui a bénéficié pendant certaines périodes de l'assistance sociale. À l'âge de 9 ans, il aide sa mère et sa sœur dans leur activité professionnelle, le nettoyage de maisons et de bureaux. Deux ans plus tard, il en fait sa principale activité rémunérée et travaille dans la peinture des locations d'été pour gagner un revenu supplémentaire,. Alors qu'il est âgé de 14 ans, sa mère décède d'un cancer du poumon. Il est alors recueilli dans une famille adoptive.

### Formation
Spade obtient au Barnard College, avec une mention honorifique (summa cum laude), un baccalauréat ès arts en science politique et études des femmes, puis un diplôme de la faculté de droit de l'UCLA en 2001.
Au cours de sa formation il entreprend des recherches sur la mastectomie pratiquée dans la chirurgie de réattribution sexuelle à Los Angeles et suggère que l'accès à une telle chirurgie, conditionné par le recours aux catégories de santé mentale et de handicap, ne convient pas aux personnes non binaires.

### Carrière
Spade est professeur à l'université de Seattle depuis 2008 ; il enseigne en 2009-2010 à la CUNY Law School, au Williams Institute Law Teaching Fellow de l'UCLA Law School et à la Faculté de droit de Harvard ; il est sélectionné pour donner la conférence James A. Thomas 2009-2010 à la Faculté de droit de Yale.

## Thèmes de recherche
Spade a beaucoup écrit sur son expérience personnelle en tant que professeur et étudiant en droit trans ; il aborde notamment les thèmes de la transphobie dans l'enseignement supérieur et des privilèges de classe liés au fait d'être professeur,,.
Il a écrit également sur les limites de la capacité de la loi à aborder certaines formes d'injustice,. Ses  thèmes de recherches incluent les conséquences sur les droits des transgenres de la guerre contre le terrorisme, la bureaucratisation des identités trans, les modèles de gouvernance à but non lucratif dans les mouvements sociaux, et les limites des sanctions renforcées contre les crimes de haine.

## Normal life(2011)

### Le refus de «la vie normale»
Dans un ouvrage qui a rencontré un grand écho, Normal Life : Administrative Violence, Critical Trans Politics and the Limits of Law,,,,, Dean Spade appelle les personnes non conformes au genre à reconsidérer leur désir d'assimilation, leur demande d'un mariage pour tous et d'intégration dans l’armée ou la police. Selon Spade, leur combat pour une « vie normale » renforce des institutions fondées sur l'exclusion des personnes transgenres et racisées les plus démunies. Il est critique à l'égard de la communauté gay et lesbienne qui a obtenu le droit au mariage homosexuel, mais dont une partie s'est ralliée à des positions conservatrices, favorables à la famille, au militarisme, fragilisant ainsi les plus marginaux parmi les homosexuels. La respectabilité sociale acquise par les gays et lesbiennes aux Etats-Unis expliquerait l'apparition d'une nouvelle « homonormativité », trop peu sensible selon Dean Spade au maintien d'un « racisme institutionnel ».

### La défense des plus vulnérables
L'ouvrage indique plusieurs pistes d'action. Considérant que de nombreuses personnes transgenres, victimes de préjugés, trouvent plus difficilement que d'autres un emploi, ce qui les entraîne parfois à exercer des activités criminalisées (comme la prostitution), Dean Spade appelle à soutenir ces personnes incarcérées afin d'obtenir leur libération, il appelle également à la lutte pour la dépénalisation de la prostitution et pour des approches alternatives à la prévention de la violence, sans présence de la police. Il déclare : « Donner à une personne transgenre blanche privilégiée le droit d'utiliser les toilettes universitaires de son choix ne résoudra pas les problèmes de la personne transgenre en prison qui est dans une détresse bien plus grave. Nous devons nous assurer que notre travail continue de se concentrer sur ceux qui sont les plus vulnérables aux pires manifestations de transphobie. ».
D. Spade propose ainsi aux personnes transgenres de s'engager en faveur d'un changement de système social, plutôt que de choisir la voie de la conformité à la norme,.

### Analyse de la transphobie
Selon Dean Spade, la transphobie ne se limite pas à une relation entre deux individus, l'agresseur d'une part, la personne transgenre d'autre part. Elle prend une forme institutionnelle, et se manifeste par les normes de genre qu'édictent différentes instances sociales, en particulier la médecine et l'administration. La science médicale a pu catégoriser comme maladie ou déviance tout ce qui ne  correspondait pas à la binarité de genre ; ses normes ont été intégrées quelquefois par les personnes transgenres elles-mêmes, qui se sont efforcées de s'y conformer, et ont incité les autres à s'y soumettre également. L'administration adopte un classement dualiste qui, reconnaissant uniquement les hommes et les femmes, ne convient pas aux personnes transgenres ou intersexes. Pour Dean Spade, la transphobie est un problème systémique et non interpersonnel.

## Activisme

### Sylvia Riviera Law Project
Dean Spade fonde à New York cette organisation qui fournit un soutien juridique aux personnes transgenres, non binaires et intersexuées et/ou racisées, après avoir été arrêté par la police en février 2002 pendant les manifestations new-yorkaises du Forum économique mondial, arrestation qu'il qualifie de transphobe,. Le Sylvia Rivera Law Project facilite aussi l'accès aux soins et à des traitements hormonaux, il aide les personnes transgenres dans leurs démarches administratives de changement de nom.
Spade est avocat au Sylvia Rivera Law Project de 2002 à 2006, période au cours de laquelle il a aidé à remporter une victoire majeure pour les jeunes transgenres placés en famille d'accueil dans l' affaire Jean Doe contre Bell, en 2003. La loi qui contraignait ces jeunes transgenres à s'habiller en fonction du genre qui leur a été assigné à la naissance est alors reconnue comme discriminatoire. Il témoigne devant la Commission nationale pour l'élimination du viol dans les prisons.

### Israël
Spade, qui s'identifie comme juif,, a été une figure de premier plan de Queers Against Israeli Apartheid (en) (QuAIA),.
Il réalise en 2015 un film documentaire intitulé Pinkwashing Exposed: Seattle Fights Back (Le pinkwashing dévoilé : Seattle riposte), dans lequel il dénonce ce qu'il considère comme une stratégie israélienne de pinkwashing consistant à présenter Israël comme une démocratie progressiste en matière de droits des homosexuels pour mieux occulter l'« occupation de la Palestine » («pinkwashing» signifie littéralement «laver en rose»). Le film réagit à des initiatives prises par le maire de Seattle, Ed Murray, ouvertement homosexuel, qui a participé à une conférence LGBTQ à Tel Aviv, conférence relevant du pinkwashing selon ses détracteurs ; dans le même temps, Ed Murray appelle au boycott de l'Indiana pour dénoncer la législation discriminatoire à l'égard des homosexuels dans cet État américain. Dean Spade souligne ce qui lui apparait comme une forme d'«hypocrisie» ou de «double standard» de la part de certains gays américains, sensibles à l'homophobie, mais pas au colonialisme.

## Récompenses et distinctions
Il a reçu un Jesse Dukeminier Award pour l'article "Documenting Gender".
Son premier livre, Normal Life: Administrative Violence, Critical Trans Politics, and the Limits of Law, a été publié en janvier 2012 par South End Press et nommé pour un Lambda Literary Award 2011 dans la catégorie Transgender Nonfiction .
The Advocate a nommé Spade parmi les «quarante avocats de moins de 40 ans» en mai 2010. Utne Reader a inscrit dans Spade et Tyrone Boucher dans sa liste des «50 visionnaires qui changent votre monde» en 2009 pour leur projet collaboratif Enough: The Personal Politics of Resisting Capitalism.

## Collaborateurs
Spade a collaboré  avec Paisley Currah à la rédaction de deux numéros spéciaux de Sexuality Research and Social Policy. Il est co-auteur avec le Dr Nick Gorton d'un guide sur la thérapie médicale et le maintien de la santé pour les hommes transgenres. Spade a collaboré particulièrement fréquemment avec le sociologue Craig Willse. ; ils ont publié  I Still Think Marriage is the Wrong Goal, un manifeste, et ils ont animé un groupe Facebook. Spade et Willse sont également les co-créateurs de MAKE, «propagande pour l'agitation militante», un zine (1999–2001) et un site Web (2001–2007) . Spade déclare qu'il a une prédilection pour les zines.

## Travaux

### Textes traduits en français
- « Construire des politiques centrées sur les plus vulnérables. Entretien avec Dean Spade par Kira Ribeiro et Ian Zdanowicz », traduit de l’anglais par Michele Greer et Keivan Djavadzadeh, Comment s'en sortir, #2, 2015 [lire en ligne]
- « Leurs lois ne rendront pas nos vies plus sûres », traduit de l'anglais (États-Unis) par Emma Bigé, Multitudes,  #88, 2022 [lire en ligne]

### Livres
- Normal Life: Administrative Violence, Critical Trans Politics, and the Limits of Law, New York, South End Press, 2011 (ISBN 9780896087965, OCLC 601132754)
- Mutual Aid: Building Solidarity During this Crisis (and the next), New York, Verso Books, 2020 (Entraide : construire la solidarité durant cette crise et la suivante) ; l'ouvrage fait référence à la crise du coronavirus ; compte rendu :(en-US) Derek Wall (en), « Mutual Aid: Building Solidarity During This Crisis (and the Next) », sur Ebb Magazine (consulté le 1er mai 2021)

### Articles dans des anthologies
- "Out of time: from gay liberation to prison abolition: Building an abolitionist trans & queer movement with everything we've got" (with Morgan Bassichis & Alexander Lee), in Dean Spade, Captive Genders, AK Press, 2011 (ISBN 9781849350709, OCLC 669754832)
- "Fighting to win", in Dean Spade, That's Revolting!: Queer Strategies for Resisting Assimilation, Soft Skull Press, 2008 (ISBN 9781593761950, OCLC 182552895, lire en ligne )
- "Compliance is gendered: struggling for gender self-determination in a hostile economy", in Dean Spade, Transgender Rights, University of Minnesota Press, 2006 (ISBN 0-816-64311-3, OCLC 68221085)
- "Undermining gender regulation", in Dean Spade, Nobody Passes: Rejecting the Rules of Gender and Conformity, Seal Press, 2006 (ISBN 9781580051842, OCLC 71285289)
- Afterword in Exile & Pride: Disability, Queerness, and Liberation by Eli Clare (1999)

### Film documentaire
- 2015 : Pinkwashing Exposed: Seattle Fights Back